# 19861 Auster
19861 Auster este un asteroid din centura principală de asteroizi.

## Descriere
19861 Auster este un asteroid din centura principală de asteroizi. A fost descoperit pe 24 octombrie 2000 la Socorro, New Mexico, în cadrul proiectului LINEAR. Asteroidul prezintă o orbită caracterizată de o semiaxă mare de 2,79 ua, o excentricitate de 0,14 și o înclinație de 7,9° în raport cu ecliptica.